# Abinu Malkenu
Avinu, Malkeinu (en hebreo, אבינו מלכנו, Padre nuestro, Rey nuestro) son las primeras palabras y el nombre de una parte solemne de la liturgia judía tradicional que se recita especialmente durante los Días Temibles que van desde Rosh Hashaná, el Año Nuevo judío, hasta el Día del Perdón, el Yom Kipur, como la continuación del importante rito de la Amidá.
Max Janowski, un compositor polaco de música ritual judía, basándose en la oración tradicional compuso una nueva versión que es interpretada en algunos servicios religiosos. Su interpretación por parte de Barbra Streisand alcanzó cierta notoriedad.

## Oración Tradicional

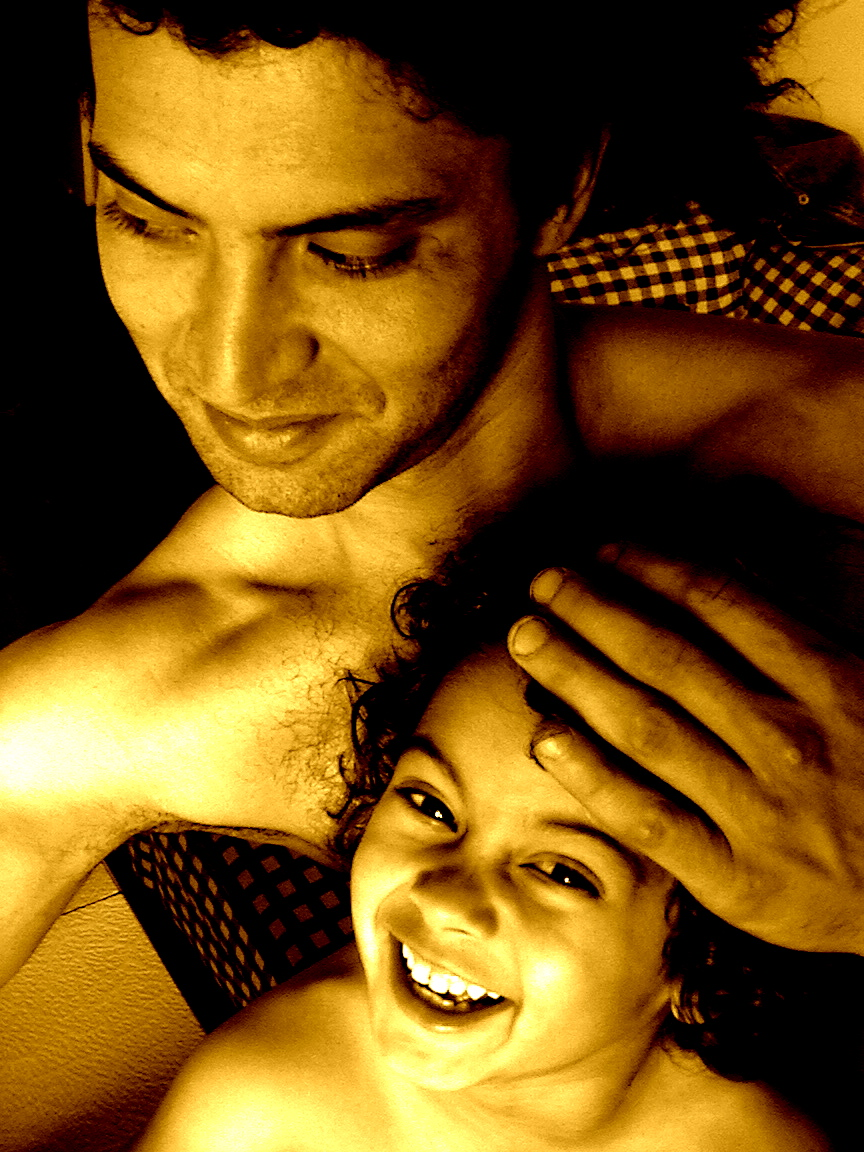
Imagen de un Padre y su hijo. La oración judía Avinu, Malkeinu es considerada un reflejo de la tradicional metáfora de Dios como padre.

Estas palabras proceden de pasajes bíblicos (Isa. lxiii. 16, lxiv. 8: "¡Nuestro Padre!" y también en la versión Itala de Tobit, xiii. 4, e Isa. xxxiii. 22: "Nuestro Rey"), ya se encontraban en la liturgia antigua en diversos contextos
En su forma breve instituida por el Rabino Akiva ben Iosef (religioso judío del siglo I y siglo II) en el Talmud (tratado de Taanit), se recita tras la oración principal o Amidá, antes del servicio de lectura de la Torá.
La traducción de su transcripción fonética en español se expone en la siguiente tabla:
| יעברית              | Transliteración Hebreo    | Español                                |
| אבינו מלכנו         | Avinu malkeinu            | Padre nuestro, Rey nuestro             |
| חננו ועננו          | janenu va'aneinu          | agrácianos y respóndenos.              |
| כי אין בנו מעשים    | ki ein banu ma'asim       | porque no tenemos obras                |
| עשה עימנו צדקה וחסד | ase imanu tsedaka vajesed | haz con nosotros misericordia y bondad |
| והושיענו            | vehosh'ienu               | y sálvanos                             |

## Relación con el Padrenuestro cristiano
Para el Rabino David ben Israel de la asociación Aish HaTorah está oración se relaciona con el Padrenuestro cristiano:

...el Padre Nuestro de los cristianos, es el mismo Padre Nuestro de los judíos, pero reformado y adaptado a las ideas cristianas. (...)El Padre Nuestro que es recitado por los judíos en la sinagoga consta en todos los libros de oraciones. Solo que este Padre Nuestro recitado por los judíos desde tiempos de antaño va dirigido pura y exclusivamente a Dios.

El Avinu Malkeinu es sencillamente un reflejo de la tradicional figura metafórica de Dios como padre.
El judaísmo rabínico tradicional, una de las diferentes corrientes contemporáneas, como explica Aish HaTorah, no acepta la condición mesiánica de Jesús de Nazaret, interpretando que no cumplió ni con las profecías mesiánicas ni con los requisitos del Mesías judío. También consideran que los versículos bíblicos referentes a Jesús son traducciones incorrectas y que se contradice la teología judía, cuya creencia está basada en una revelación nacional y no en la demostración de milagros.
No obstante, sobre la base de que el Padre Nuestro cristiano no manifiesta literalmente la creencia cristiana en la personificación de la figura del Mesías judío en Jesús de Nazaret, es una plegaria considerada por fuentes judías de referencia más bien como una oración de bella formulación comparable con el rito completo del Kadish

...hermosa combinación o selección de formulas de plegaria en circulación entre los ambientes Hasideanos...cuya primera y principal parte es una invocación a la venida del reino de Dios identica al rito del "kaddish" con el cual debe compararse para su entendimiento.